# Портер, Томас Конрад
То́мас Ко́нрад По́ртер (англ. Thomas Conrad Porter; 1822—1901) — американский ботаник.

## Биография
Томас Конрад Портер родился 22 января 1822 года в городе Алегзандрия в Пенсильвании в семье Джона и Марии Портер. С 1836 года учился в Лафайеттском колледже, который впоследствии окончил со степенью бакалавра. В 1843 году он получил степень магистра.
С 1844 по 1849 Портер был пастором в пресвитерианских церквях в Хантингдоне, Монтичелло и Рединге. В 1849 году Томас Конрад стал профессором химии, зоологии и ботаники в Маршалл-колледже в Мерсерсбурге. С 1877 по 1884 Портер снова проповедовал в Истоне.
27 апреля 1901 года Томас Конрад Портер скончался.
Портер был членом множества научных обществ США. Он был одним из основателей и первым президентом Линнеевского общества округа Ланкастер.
Основной гербарий Томаса Портера с 1914 года хранится в Академии естественных наук в Филадельфии (PH). Большая его часть была уничтожена при пожаре в 1897 году.

## Некоторые научные работы
- Porter, T.C.; Coulter, J.M. (1874). Synopsis of the flora of Colorado. 180 p.
- Porter, T.C. (1903). Flora of Pennsylvania. 362 p.

## Роды, названные в честь Т. К. Портера
- Porteranthus Britton, 1892, nom. superfl. [syn.  Gillenia Moench, 1802 — Гилления]
- Porterella Torr., 1872 — Портерелла